# Auguste Salzmann
Auguste Salzmann (* 14. April 1824 in Ribeauvillé, Alsace; † 24. Februar 1872 in Paris) war ein französischer Archäologe, Maler und Pionier der archäologischen Fotografie. 

## Leben und Werk
Salzmann stammte aus einer reichen Unternehmerfamilie aus dem Elsass. Er war ein Freund von Eugène Fromentin, mit dem er 1847 nach Algerien reiste. 1851 war er während eines Aufenthaltes in Ägypten dem Ägyptologen Auguste Mariette begegnet und hatte sich näher für dessen archäologische Arbeiten interessiert. 
Salzmann malte einerseits Landschaften und religiöse Szenen und war andererseits einer der Ersten, der die Fotografie zur Unterstützung der Archäologie einsetzte. Dabei ist er zusammen mit Louis de Clercq der wichtigste Fotograf aus der Periode der Kalotypie, dessen Werk nicht von Ägypten bestimmt ist. Seine Fotografien aus dem Jahr 1854 haben Jerusalem zum Thema und sind durch den Archäologen Félix Caignart de Saulcy inspiriert.
In 1853 beantragte er eine Mission der französischen Regierung, um auf der Insel Rhodos die Bauwerke des Malteserordens zu untersuchen. In Wirklichkeit brach er am 12. Dezember 1853 nicht nach Rhodos, sondern nach Jerusalem auf. Sein Interesse hatte sich zwischenzeitlich auf einen Streit fixiert, den Félix de Saulcy 1851 begonnen und 1853 in seinem Buch Voyage autour de la mer morte (dt.: Reise um das tote Meer) publiziert hatte. Der Streit drehte sich hauptsächlich um das Alter der Mauern von Jerusalem. 
Salzmann kannte Saulcy und so änderte er seine Pläne kurzfristig: „Im Glauben der Wissenschaft einen wahren Dienst zu erweisen änderte ich mein Reiseziel. Ich untersuchte alle Monumente von Jerusalem und fotografierte hauptsächlich jene, deren Ursprung bestritten wurde.“ Er blieb vier Monate in Jerusalem, bis ihn ein Fieber zur Rückreise zwang. Er brachte fast 200 Bilder von dieser Reise mit.
Die erstaunlichsten Bilder in seinem Album Jerusalem, das insgesamt 174 Bilder enthält, sind zweifellos die Architektur-Details der Stadtmauer von Jerusalem und Fragmente aus Ausgrabungen, die er gleichsam als „harte Fakten“ in die damalige Diskussion einbrachte. Salzmann verbindet harmonisch seine Qualitäten als Maler mit seiner Kompetenz als Archäologe. Seine Ansichten architektonischer Einzelheiten wirken ausgeglichen und sind wie Tafeln zusammengesetzt. Man findet in dem Album auch eine sehr schöne Ansicht des Tales von Josaphat, von Bethlehem und von Jerusalem. Nach heutigen Gesichtspunkten weist das Album von Salzmann, gegenüber der klassischen Sichtweise im Werk von Du Camp, einen größeren ästhetischen Reichtum auf. 
Das Album erschien 1856 zu dem für die damalige Zeit völlig übertriebenen Preis von über 1.400 Francs. Es hatte nicht denselben kommerziellen Erfolg wie das Album des Fotografen Du Camp. Das Werk war eher für die an der Archäologie interessierte Öffentlichkeit bestimmt und deren Wissbegierde war zwischenzeitlich deutlich abgeklungen. 
Die Zeitschrift Le Tour du monde reproduzierte die Bilder 1860 als Holzschnitte.

## Werke
- Jérusalem: Études et reproductions photographiques de la Ville Sainte depuis l'époque judaïque jusqu'à nos jours (4 Bände), (Gide et Baudry, Paris 1856) Textband, Tafelband (Taf. 1–40), Tafelband 1, Tafelband 2 auf Gallica
- Nécropole de Camiros. Journal des fouilles exécutées dans cette nécropole pendant les années 1858 à 1865 (A. Detaille, Paris 1875) Digitalisat auf Gallica